# 大井政朝
大井 政朝（おおい まさとも）は、室町時代から戦国時代の武将。信濃佐久郡大井城主。大井政光の嫡子。

## 概要
文明10年（1478年）父大井政光より家督を譲り受け、大井城主として初めて諏訪大社上社の御射山頭役を勤めた。文明11年（1479年）8月24日、大井氏は佐久郡内の同族伴野光信との戦いに大敗を喫し、政朝が生け捕りとなり、大井氏の執事相木越後入道常栄（つねよし）を初め有力譜代の家臣が討死を遂げた。生け捕りとなった政朝は佐久郡から連れ出されたが、和議が成立して政朝は岩村田に帰ることができた。（『諏訪御府礼之古書』）
文明15年（1483年）死去し、弟の安房丸（あわまる）が家督を継ぐ。